# Coreno Ausonio
Coreno Ausonio település Olaszországban, Lazio régióban, Frosinone megyében. Lakosainak száma 1525 fő (2023. január 1.). Coreno Ausonio Ausonia, Castelforte, Castelnuovo Parano, Minturno, Spigno Saturnia, Vallemaio és Santi Cosma e Damiano községekkel határos.

## Népesség
A település lakossága az elmúlt években az alábbi módon változott:
| Lakosok száma | 1621 | 1613 | 1525 |
|               | 2017 | 2018 | 2023 |